# Höllhof (Rot an der Rot)

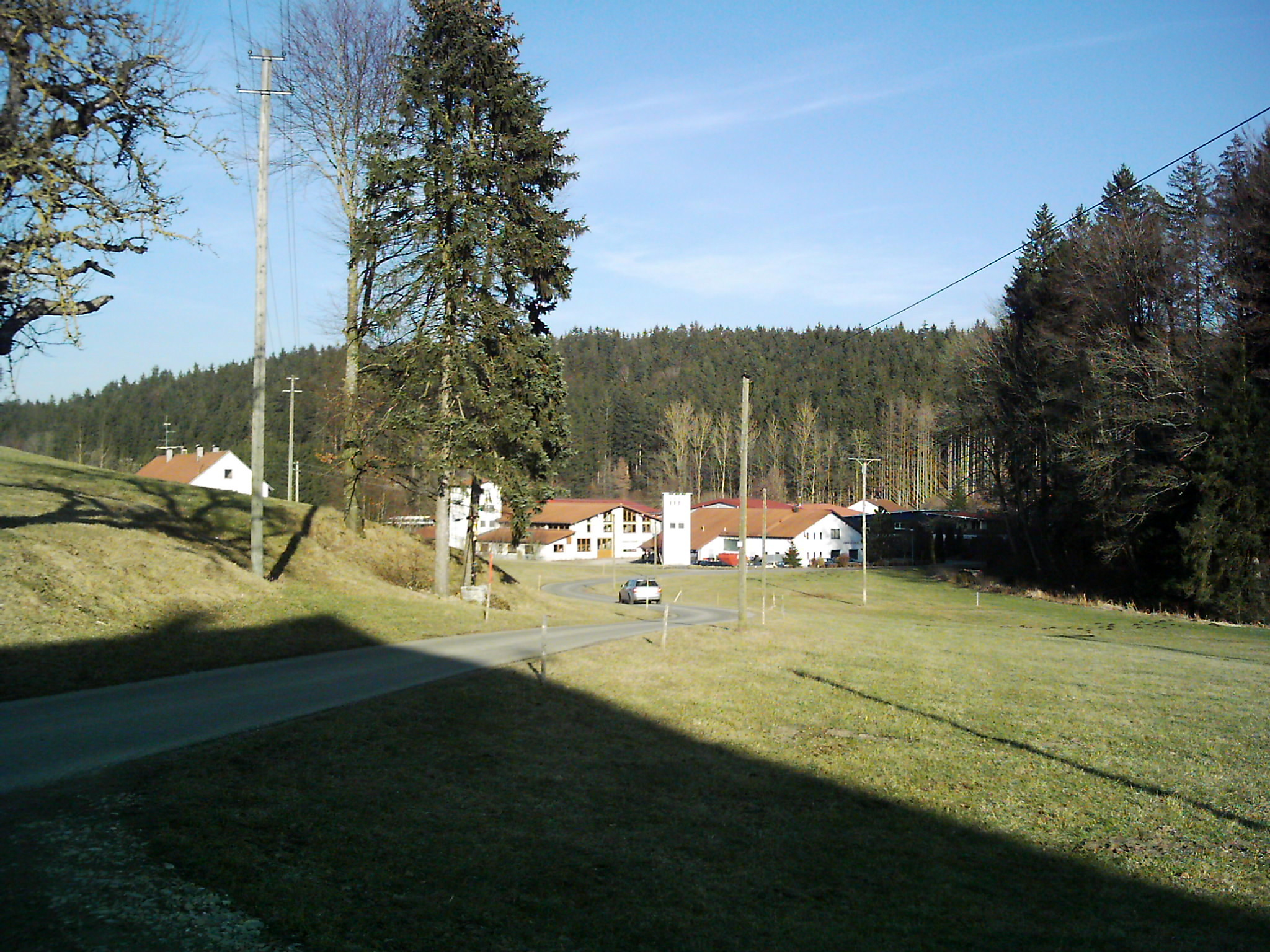
Blick vom Höllhof auf das Industriegebiet Haslach (2008)

Höllhof ist ein abgegangener Hof der ehemaligen selbständigen Gemeinde Haslach im Landkreis Biberach in Oberschwaben.

## Beschreibung
Der Höllhof entstand im Rahmen der Vereinödung, einer frühneuzeitlichen Form der Flurbereinigung der Reichsabtei Rot an der Rot im 18. Jahrhundert. Im Jahre 1835 ist der Höllhof mit einem Flächenanteil von 127 Morgen genannt.
1810 wurde der Höllhof, der zusammen mit dem Schönthal und der Rohrmühle kirchlicherseits zum Klosteramt Tannheim gehörte, nach dem damaligen Haslach umgepfarrt. An der Stelle des abgegangenen Höllhofes befand sich 2012 in unmittelbarer Nähe die Hofstelle Neuhauser oder Neuhauser Hof genannt.